# Saint-Georges-du-Bois, Charente-Maritime
Saint-Georges-du-Bois är en kommun i departementet Charente-Maritime i regionen Nouvelle-Aquitaine i västra Frankrike. Kommunen ligger  i kantonen Surgères som ligger i arrondissementet Rochefort. År 2022 hade Saint-Georges-du-Bois 1 869 invånare.

## Befolkningsutveckling
Antalet invånare i kommunen Saint-Georges-du-Bois
Referens:INSEE